# Пихл, Юри
Юри Пихл (17 марта 1954 года, Кингисепп (ныне Курессааре) — 3 февраля 2019 года) — эстонский государственный деятель, экс-министр внутренних дел Эстонии во втором правительстве Андруса Ансипа, вице-мэр Таллина (c 2009 года); член Социал-демократической партии Эстонии.

## Образование
- 1977—1982 — Тартуский университет, юридический факультет

## Карьера
- 1975—1986 — инспектор 7-го отдела министерства внутренних дел Эстонской ССР
- 1986—1988 — начальник отдела криминальных расследований управления внутренних дел Таллинского городского СНД
- 1988—1990 — начальник отдела внутренних дел Выруского городского СНД
- 1990—1991 — начальник криминальных расследований города Таллина
- 1991—1993 — директор охранной полиции полицейского департамента Эстонии
- 1993—2003 — главный директор Службы охранной полиции
- 2003—2005 — главный государственный прокурор
- 2005—2007 — канцлер министерства юстиции
- 2007—2009 — министр внутренних дел
- 2009—2010 — председатель Социал-демократической партии
- 2009—2010 — вице-мэр Таллина

7 марта 2009 года был избран председателем Социал-демократической партии Эстонии (СДПЭ), сменив на этом посту Ивари Падара. 16 октября 2010 года на выборах председателя СДПЭ, прошедших в рамках Общепартийного съезда, получил почти в три раза меньше голосов, чем его главный конкурент Свен Миксер — 124 против 309.

## Участие в событиях, связанных сМонументом освободителям Таллина
Имя Пихла непосредственно связывается с жесткими действиями эстонской полиции во время массовых беспорядков, спровоцированных демонтажом Бронзового солдата в ночь на 27 апреля 2007 года.

## Семья
Имел ребёнка от первого брака. С февраля 2008 года по сентябрь 2010 года был женат вторым браком на Лавли Лепп (род. 1975), занимавшую в тот период пост генерального прокурора Эстонии.

## Труды
- «Aprillirahutuste» õppetund Eestile Архивная копия от 26 сентября 2007 на Wayback Machine — Eesti Päevaleht Online, 12.07.2007. (эст.)